# Drapeau des Îles Marshall
 (août 2024).
Si vous disposez d'ouvrages ou d'articles de référence ou si vous connaissez des sites web de qualité traitant du thème abordé ici, merci de compléter l'article en donnant les références utiles à sa vérifiabilité et en les liant à la section « Notes et références ».
Le drapeau des Îles Marshall est adopté le 1er mai 1979. Il est dessiné par Emlain Kabua, l'épouse de l'ancien président de la République Amata Kabua, et est choisi parmi cinquante autres propositions.

## Caractéristiques
L'étoile blanche symbolise la chrétienté, et ses 24 pointes représentent le pays et ses 24 districts. Le bleu symbolise l'océan Pacifique. La diagonale qui traverse le drapeau représente l'équateur, l'archipel se trouvant entièrement au nord de cette ligne, comme l'étoile sur le drapeau. Les couleurs (orange et blanc) représentent respectivement la chaîne de Ratak (« lever de soleil ») et la chaîne de Ralik (« coucher de soleil »). L'orange est également signe de courage, et le blanc symbole de paix. Les quatre branches principales de l'étoile représentent Majuro, Jaluit, Wotje et Ebeye, les quatre centres principaux de l'archipel. 
| Couleur | ● Bleu     | ● Blanc       | ● Orange    |
| ------- | ---------- | ------------- | ----------- |
| HTML    | #003893    | #FFFFFF       | #DD7500     |
| RVB     | 0, 56, 147 | 255, 255, 255 | 221, 117, 0 |